# Chuột túi Gambia
Chuột túi Gambia hay chuột túi khổng lồ châu Phi, tên khoa học Cricetomys gambianus, là một loài động vật có vú trong họ Nesomyidae, bộ Gặm nhấm. Loài này được Waterhouse mô tả năm 1840.

## Đặc điểm
Chuột có túi Gambia là chuột lớn nhất trong tự nhiên từng được biết tới. Loài chuột này hoạt động về đêm, có thể dài tới 92 cm (cả đuôi) và nặng hơn 4 kg, tương đương với một con mèo nhà, có con có chiếc răng cửa dài gần 3 cm. Chúng có thể sinh sản rất nhanh (khoảng 50 con/năm) và chuột con có thể sinh đẻ ngay khi chúng được 5 tháng tuổi. Sau khi đẻ con, chuột Gambia chỉ phải đợi 9 tháng để tiếp tục đẻ. Chúng nuôi sáu con nhỏ cùng lúc. Loài chuột này ăn tạp, cả thực và động vật. Chúng cũng có thể sống thọ từ 7-8 năm. Chúng có họ xa với chuột ở Anh và được cho là loài chuột lớn nhất và dữ dằn nhất thế giới.

## Ích lợi
Chúng được gọi là chuột anh hùng (HeroRat), được huấn luyện nghiêm ngặt để hỗ trợ rà phá bom mìn đang đem lại nhiều lợi ích tại châu Phi và có thể sẽ được đưa sang các nơi khác. Chuột đã được sử dụng một cách hiệu quả trong quân đội Tanzania và Mozambique, chúng đang được dùng để tìm kiếm mìn ở hai nước này. Quân đội Mỹ đã bắt đầu quan tâm đến khả năng sử dụng chúng để phát hiện các loại mìn khác nhau.
Có thể nói việc huấn luyện chuột như vậy, đi đầu hiện nay phải kể đến là Tổ chức phi chính phủ APOPO thuộc vương quốc Bỉ. Hiện APOPO đang gặt hái được các thành công ở một số nước châu Phi.
Để duy trì phản xạ có điều kiện cho chuột túi Gambia, các chuyên viên dò, gỡ mìn phải thường xuyên huấn luyện phản xạ cho chúng, thời gian huấn luyện trong tuần từ thứ 2 đến thứ 6 và chỉ cho ăn các thức ăn được chọn lọc kỹ lưỡng. Chúng thường được buộc vào một sợi dây dẫn lơ lửng giữa 2 bộ xử lý. Sau đó chúng được tung ra để quét một khu vực được cho là có nguy hiểm, và sẽ đào bới trầy xước mặt đất khi chúng gửi thấy mùi thuốc nổ. Huấn luyện chuột đang được quân đội quan tâm do chi phí để làm việc này không tốn kém. Trong thực tế công tác, chuột túi Gambia rất nhạy bén, làm việc rất trật tự. hai con chuột túi Gambia, trong vòng 1 giờ có thể dò hết một bãi mìn có bán kính rộng tới 200m2, trong khi đó, cùng một diện tích đó, con người phải cần đến 2 giờ. Hơn nữa, trong lượng của các chú chột công binh này lại nhẹ, chỉ vào khoảng 3 kg, do đó dưới trọng lượng của chúng, mìn không bị kích nổ. Chuột cũng có thể được sử dụng để tìm kiếm người bị nạn dưới các đống đổ nát của các tòa nhà và thậm chí cả cho việc chẩn đoán các bệnh khác nhau, bao gồm cả bệnh lao bằng cách cho ngửi mùi.

## Tác hại

### Loài xâm lấn
Chúng bắt đầu được đưa đến quần đảo Florida Keys phía đông nam nước Mỹ trong thời gian từ 1999-2001 sau khi một người nuôi động vật địa phương thả tám con chuột ra ngoài tự nhiên. Các quan chức quản lý môi trường lo ngại rằng khi loài gặm nhấm khổng lồ đến được phần đất liền của bang Florida, chúng sẽ tàn phá mùa màng ở đây. Chuột túi Gambia đã bị cấm nhập khẩu vào Mỹ kể từ năm 2003 khi chúng được cho là nguyên nhân gây ra dịch bệnh ảnh hưởng tới 100 người. Chúng đang sinh sản nhanh trên quần đảo này bất chấp nỗ lực xóa sổ chúng kéo dài cả thập kỷ từ 2001-2012. Bộ Nông nghiệp Mỹ đã làm việc với quan chức bang Florida để xóa sổ loài gặm nhấm đáng sợ này, và ước tính chỉ còn vài chục con sót lại.

### Ăn thịt người
Chúng chính là thủ phạm gây ra cái chết thương tâm cho 2 em bé ở hai thị trấn tồi tàn của Nam Phi vào khoảng tháng 5/2011. Bé Lunathi Dwadwa, 3 tuổi đã bị loại chuột khổng lồ châu Phi cắn chết khi ngủ trong căn lều của gia đình ở Khayelisha, ngoại ô thành phố Cape Town. Bố mẹ em cho biết, họ không hề thấy con mình la hét, khi thức giấc, họ thấy con mình đã chết rất thương tâm: mắt bị móc ra ngoài, từ chân mày xuống má đều bị chuột ăn chỉ còn trơ hốc mắt. Một bé gái khác ở Soweto gần Johannesburg cũng chết vì lý do tương tự, trong cùng một ngày. Tuy nhiên trường hợp này là do bà mẹ để con ở nhà đi chơi với bạn bè nên đã bị cảnh sát bắt giữ vì tội “lơ đễnh”. Tháng 4/2011, cụ bà 77 tuổi, Nomathemba Joyi cũng đã chết sau khi những con chuột khổng lồ gặm mất một nửa khuôn mặt phải.

## Hình ảnh

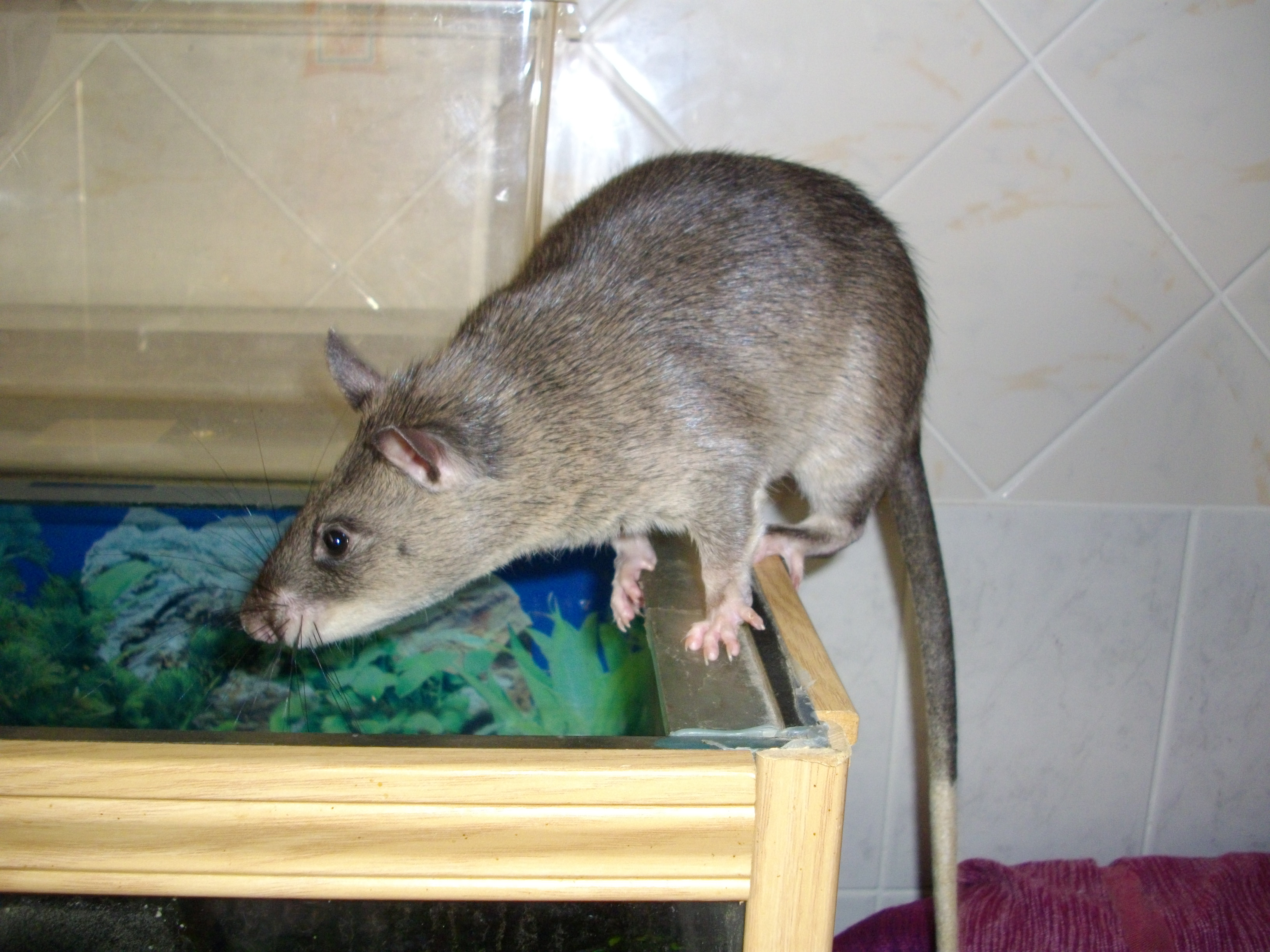
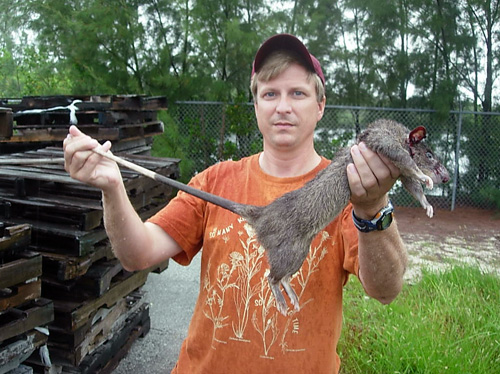
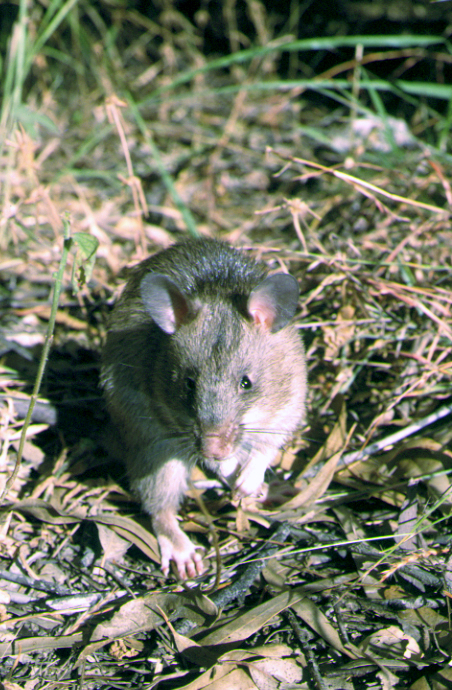
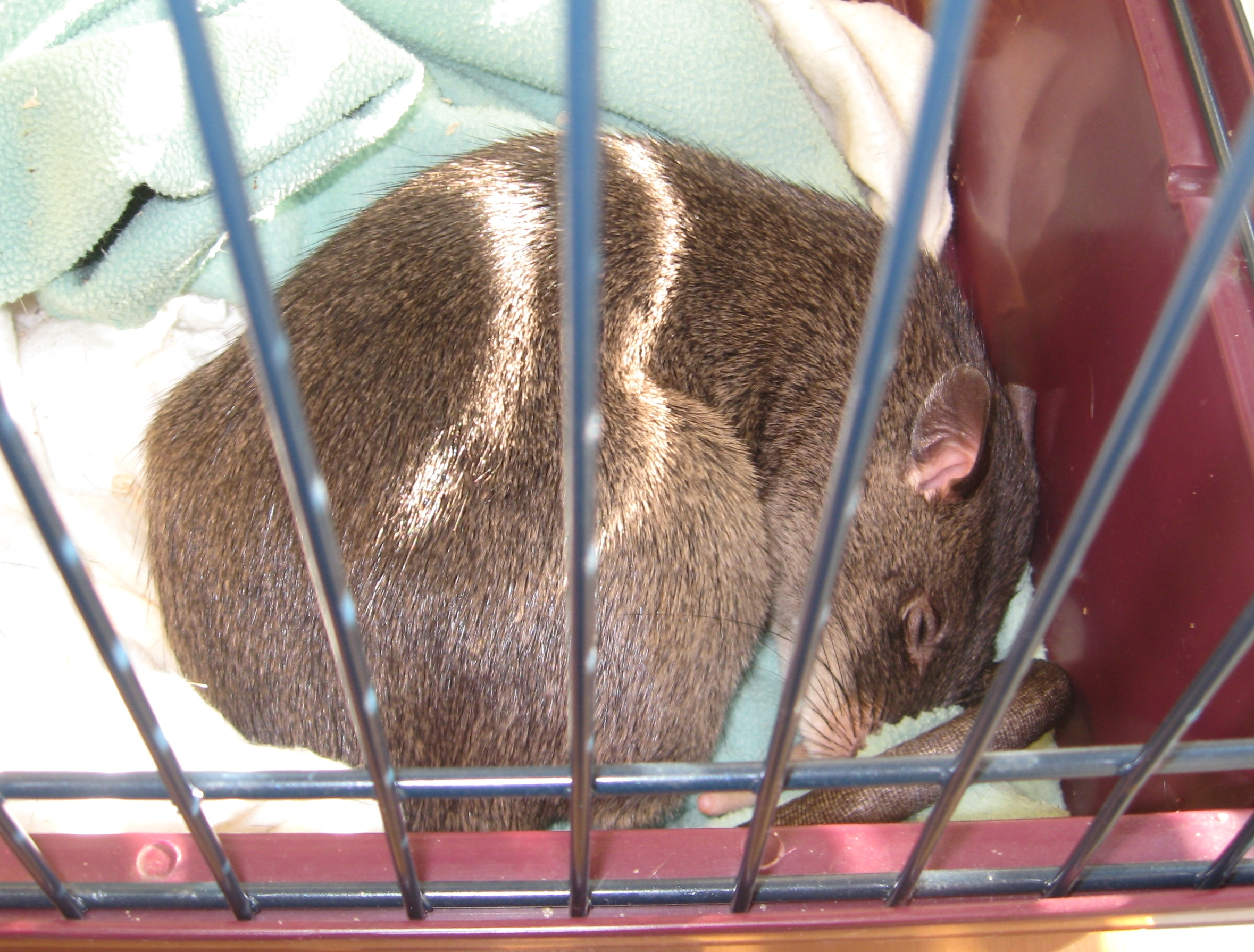